# Selbeck (Barntrup)

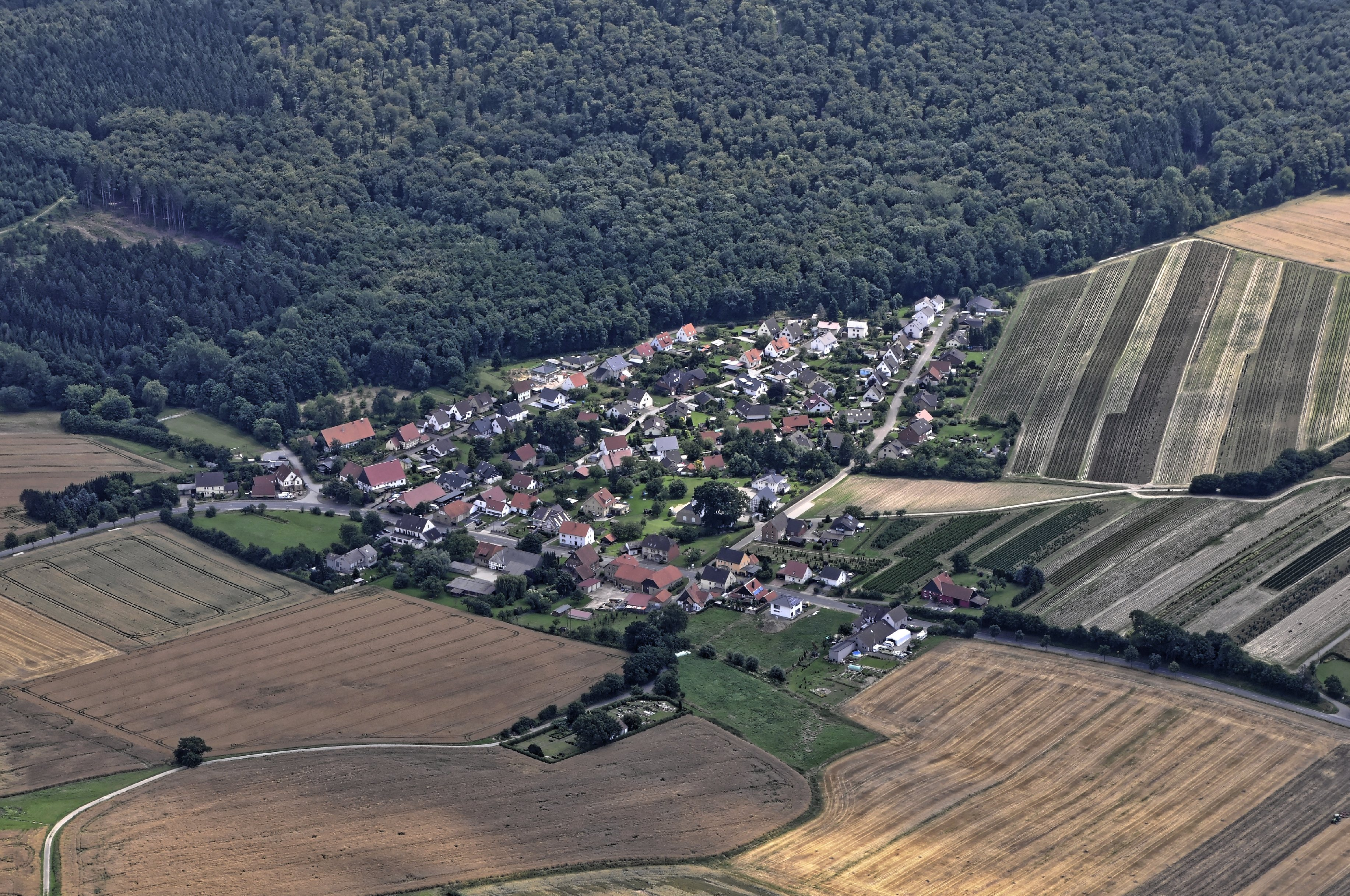
Selbeck von oben

Selbeck (niederdeutsch: Selbke) ist ein Ortsteil der Stadt Barntrup im nordrhein-westfälischen Kreis Lippe in Deutschland. Das Landschaftsschutzgebiet Selbecke mit dem Bach Selbecke grenzt östlich direkt an das Dorf. Sonst ist Selbeck vom Landschaftsschutzgebiet Lipper und Pyrmonter Bergland umgeben.

## Geschichte
Selbeck wurde 1357 als Zelbeke erstmals schriftlich erwähnt.

Die Gemeinde Selbeck wurde am 1. Oktober 1921 durch Ausgliederung aus der Gemeinde Sommersell neu gebildet. Am 1. Januar 1969 wurde der Ort in die Stadt Barntrup eingegliedert.

### Einwohnerentwicklung
| Jahr      | 1860 | 1939 | 1962 | 2009 |
| Einwohner | 223  | 303  | 390  | 380  |
| --------- | ---- | ---- | ---- | ---- |